# Judo-Grand-Slam-Turnier in Abu Dhabi
Das Grand-Slam-Turnier in Abu Dhabi ist ein Judo-Turnier in Abu Dhabi. Es war vor der COVID-19-Pandemie das vorletzte Judo-Grand-Slam-Turnier des Jahres.
Von 2009 bis 2013 fand in Abu Dhabi ein Grand-Prix-Turnier statt, 2014 stieg dieses Turnier zum Grand-Slam-Turnier auf.  Die Austragung 2020 wurde wegen der COVID-19-Pandemie abgesagt.

## Siegerliste des Turniers 2014
Das erste Grand-Slam-Turnier in Abu Dhabi fand vom 31. Oktober bis zum 2. November 2014 statt.
| Gewichtsklasse     | Männer              | Frauen                 |
| ------------------ | ------------------- | ---------------------- |
| Superleichtgewicht | Orxan Səfərov       | Mönchbatyn Urantsetseg |
| Halbleichtgewicht  | Dsmitryj Scherschan | Majlinda Kelmendi      |
| Leichtgewicht      | Dex Elmont          | Telma Monteiro         |
| Halbmittelgewicht  | Iwan Nifontow       | Tina Trstenjak         |
| Mittelgewicht      | Krisztián Tóth      | Laura Vargas Koch      |
| Halbschwergewicht  | Dimitri Peters      | Luise Malzahn          |
| Schwergewicht      | Daniel Natea        | Yu Song                |

## Siegerliste des Turniers 2015
Das zweite Grand-Slam-Turnier in Abu Dhabi fand vom 30. Oktober bis zum 1. November 2015 statt.
| Gewichtsklasse     | Männer                       | Frauen              |
| ------------------ | ---------------------------- | ------------------- |
| Superleichtgewicht | Amiran Papinaschwili         | Irina Dolgowa       |
| Halbleichtgewicht  | An Ba-ul                     | Annabelle Euranie   |
| Leichtgewicht      | An Chang-rim                 | Kim Jan-di          |
| Halbmittelgewicht  | Iwajlo Iwanow                | Clarisse Agbegnenou |
| Mittelgewicht      | Lchagwasürengiin Otgonbaatar | Laura Vargas Koch   |
| Halbschwergewicht  | Tagir Chaibuljajew           | Marhinde Verkerk    |
| Schwergewicht      | Kim Sung-min                 | Ma Sisi             |

## Siegerliste des Turniers 2016
Das dritte Grand-Slam-Turnier in Abu Dhabi fand vom 28. bis zum 30. Oktober 2016 statt, zweieinhalb Monate nach den Olympischen Spielen in Rio de Janeiro.
Mit Sergiu Toma siegte erstmals ein für die Vereinigten Arabischen Emirate antretender Judoka.
| Gewichtsklasse     | Männer             | Frauen                    |
| ------------------ | ------------------ | ------------------------- |
| Superleichtgewicht | Francisco Garrigós | Galbadrachyn Otgontsetseg |
| Halbleichtgewicht  | Jakub Schamilow    | Astride Gneto             |
| Leichtgewicht      | Tommy Macias       | Hélène Receveaux          |
| Halbmittelgewicht  | Sergiu Toma        | Juul Franssen             |
| Mittelgewicht      | Aleksandar Kukolj  | Marie-Ève Gahié           |
| Halbschwergewicht  | Elxan Məmmədov     | Guusje Steenhuis          |
| Schwergewicht      | Daniel Natea       | Maria Suelen Altheman     |

## Siegerliste des Turniers 2017
Das vierte Grand-Slam-Turnier in Abu Dhabi fand vom 26. bis zum 28. Oktober 2017 in Abu Dhabi statt.
| Gewichtsklasse     | Männer                  | Frauen                  |
| ------------------ | ----------------------- | ----------------------- |
| Superleichtgewicht | Robert Mschwidobadse    | Irina Dolgowa           |
| Halbleichtgewicht  | Tal Flicker             | Charline Van Snick      |
| Leichtgewicht      | Odbayar Ganbaatar       | Dordschsürengiin Sumjaa |
| Halbmittelgewicht  | Frank de Wit            | Edwige Gwend            |
| Mittelgewicht      | Nikoloz Sherazadishvili | Anna Bernholm           |
| Halbschwergewicht  | Niyaz Bilalow           | Natalie Powell          |
| Schwergewicht      | Cyrille Maret           | Tessie Savelkouls       |

## Siegerliste des Turniers 2018
Das fünfte Grand-Slam-Turnier in Abu Dhabi fand vom 27. bis zum 29. Oktober 2018 statt.
| Gewichtsklasse     | Männer                   | Frauen                 |
| ------------------ | ------------------------ | ---------------------- |
| Superleichtgewicht | Amiran Papinaschwili     | Mönchbatyn Urantsetseg |
| Halbleichtgewicht  | Wascha Margwelaschwili   | Odette Giuffrida       |
| Leichtgewicht      | Lascha Schawdatuaschwili | Nora Gjakova           |
| Halbmittelgewicht  | Sagi Muki                | Juul Franssen          |
| Mittelgewicht      | Michail Igolnikow        | Margaux Pinot          |
| Halbschwergewicht  | Peter Paltchik           | Guusje Steenhuis       |
| Schwergewicht      | Inal Tassojew            | Maryna Sluzkaja        |

## Siegerliste des Turniers 2019
Das sechste Grand-Slam-Turnier in Abu Dhabi fand vom 24. bis zum 26. Oktober statt.
| Gewichtsklasse     | Männer                  | Frauen            |
| ------------------ | ----------------------- | ----------------- |
| Superleichtgewicht | Gusman Kyrgysbajew      | Darja Bilodid     |
| Halbleichtgewicht  | Manuel Lombardo         | Majlinda Kelmendi |
| Leichtgewicht      | Bilal Çiloğlu           | Kim Jin-a         |
| Halbmittelgewicht  | Lee Moon-jin            | Tina Trstenjak    |
| Mittelgewicht      | Nikoloz Sherazadishvili | Kim Polling       |
| Halbschwergewicht  | Cho Gu-ham              | Klara Apotekar    |
| Schwergewicht      | Roy Meyer               | Han Mi-jin        |

## Siegerliste des Turniers 2021
Das siebte Grand-Slam-Turnier in Abu Dhabi fand vom 26. bis zum 28. November 2021 statt.
| Gewichtsklasse     | Männer                      | Frauen               |
| ------------------ | --------------------------- | -------------------- |
| Superleichtgewicht | Yang Yung-wei               | Assunta Scutto       |
| Halbleichtgewicht  | Denis Vieru                 | Amandine Buchard     |
| Leichtgewicht      | Tsend-Otschiryn Tsogtbaatar | Telma Monteiro       |
| Halbmittelgewicht  | Matthias Casse              | Lucy Renshall        |
| Mittelgewicht      | Mansur Lorsanow             | Giovanna Scoccimarro |
| Halbschwergewicht  | Arman Adamjan               | Emma Reid            |
| Schwergewicht      | Tsetsentsengel Odkhuu       | Beatriz Souza        |

## Siegerliste des Turniers 2022
Das achte Grand-Slam-Turnier in Abu Dhabi fand vom 21. bis zum 23. Oktober 2022 statt.
| Gewichtsklasse     | Männer                | Frauen             |
| ------------------ | --------------------- | ------------------ |
| Superleichtgewicht | Giorgi Sardalaschwili | Julia Figueroa     |
| Halbleichtgewicht  | Elios Manzi           | Astride Gneto      |
| Leichtgewicht      | Nils Stump            | Mimi Huh           |
| Halbmittelgewicht  | Nicolas Chilard       | Lucy Renshall      |
| Mittelgewicht      | Beka Ghwiniaschwili   | Elisavet Teltsidou |
| Halbschwergewicht  | Kyle Reyes            | Ma Zhenzhao        |
| Schwergewicht      | Lukáš Krpálek         | Su Xin             |

## Siegerliste des Turniers 2023
Das neunte Grand-Slam-Turnier in Abu Dhabi fand vom 24. bis zum 26. Oktober 2023 statt.
| Gewichtsklasse     | Männer                 | Frauen                      |
| ------------------ | ---------------------- | --------------------------- |
| Superleichtgewicht | Cédric Revol           | Assunta Scutto              |
| Halbleichtgewicht  | Wascha Margwelaschwili | Odette Giuffrida            |
| Leichtgewicht      | Shakhram Akhadov       | Jessica Klimkait            |
| Halbmittelgewicht  | David Karapetjan       | Catherine Beauchemin-Pinard |
| Mittelgewicht      | Nemanja Majdov         | Madina Taimasowa            |
| Halbschwergewicht  | Arman Adamjan          | Alice Bellandi              |
| Schwergewicht      | Inal Tassojew          | Rochele Nunes               |

## Siegerliste des Turniers 2024
Das zehnte Grand-Slam-Turnier in Abu Dhabi fand vom 11. bis zum 13. Oktober 2024 statt. Es war das erste Grand-Slam-Turnier nach den Olympischen Spielen in Paris.
| Gewichtsklasse     | Männer                  | Frauen              |
| ------------------ | ----------------------- | ------------------- |
| Superleichtgewicht | Iznaur Saaew            | Sabina Giliazowa    |
| Halbleichtgewicht  | Murad Chopanow          | Khorloodoi Bishrelt |
| Leichtgewicht      | Makhmadbek Makhmadbekov | Seija Ballhaus      |
| Halbmittelgewicht  | Zelim Tckaev            | Manon Deketer       |
| Mittelgewicht      | Mansur Lorsanow         | Margit de Voogd     |
| Halbschwergewicht  | Michael Korrel          | Anna Monta Olek     |
| Schwergewicht      | Valerii Endovitskii     | Coralie Hayme       |